# Дженссен, Элоиз
Эло́из В. Дже́нссен (англ. Elois W. Jenssen; 5 ноября 1922, Пало-Алто, Калифорния, США — 14 февраля 2004, Лос-Анджелес, Калифорния, США) — американский художник по костюмам

. Лауреат премии «Оскар» (1951) в категории «Лучший дизайн костюмов (цветные фильмы)» за фильм «Самсон и Далила» (1949), номинантка на премию (1983 в категории «Лучший дизайн костюмов» за фильм «Трон» (1982).

## Биография и карьера
Элоиз В. Дженссен родилась 5 ноября 1922 года в Пало-Алто (штат Калифорния, США). Она училась в школе для девочек в Уэстлейке, а затем переехала в Париж, чтобы изучать моду в отделе дизайна Parsons School Новой школы. Она вернулась в Калифорнию после начала Второй мировой войны и поступила в Институт искусств Чуинар.
Она начала свою карьеру в кино в качестве помощника художника по костюмам в продюсерской компании Ханта Стромберга и получила свой первое упоминание на экране, создав платья героини Хеди Ламарр из фильма «Обесчещенная леди» в 1947 году. Она была дизайнером фильма «Соблазнённый» с Люсиль Болл в главной роли и, таким образом, создала ассоциацию, которая, в конечном итоге, привела её к созданию костюмов для телесериала «Я люблю Люси». В 1948 году её дизайн белого флисового пальто, с электрическим подогревом от батарей в двух боковых карманах (с удлинителем, который может быть подключён в самолётах или поездах), был показан на футуристическом показе мод, спонсируемом Los Angeles Fashion Group.
В 1951 году Люсиль Болл подошла к Дженссен и спросила её, не заинтересована ли она в создании костюмов для новой комедии, которую она и её муж Деси Арнас готовятся для CBS. В то время, работая по эксклюзивному контракту с 20th Century Fox, она не смогла принять предложение, но, оставив студию и став фрилансером, она провела сезон, проектируя одежду для Энн Сотерн в ситкоме «Личный секретарь», а затем связалась с Болл, чтобы узнать, не занята ли предложенная ею ранее должность. Вакансия в «Я люблю Люси» была доступна. Её наняли за 100 долларов за эпизод, значительно меньше, чем её зарплата за полнометражный фильм, за неделю до начала съёмок сезона 1953—54 годов, а в следующем сезоне её зарплата увеличилась до 150 долларов. Когда в следующем году она запросила 200 долларов, её заменили экономные руководители в Desilu.
15 апреля 1952 года Дженссен вышла замуж за Тома Андре, который умер 14 июля 1983 года.
Её более поздние телевизионные работы включали в себя проекты для Джули Ньюмар в сериале «Моя живая кукула» и Элиноры Паркер в «Мире Бракена».

## Избранная фильмография
- 1947 — «Соблазнённый» / Lured
- 1947 — «Обесчещенная леди» / Dishonored Lady
- 1948 — «Западня» / Pitfall
- 1949 — «Самсон и Далила» / Samson and Delilah
- 1949 — «Застава в Марокко» / Outpost in Morocco
- 1950 — «Человек, который обманул себя» / The Man Who Cheated Himself
- 1951 — «Крик об опасности» / Cry Danger
- 1952 — «Телефонный звонок от незнакомца» / Phone Call from a Stranger
- 1952 — «Криминальная полоса в прессе США» / Deadline — U.S.A.
- 1952 — «Дипкурьер» / Diplomatic Courier
- 1952 — «Мы не женаты!» / We’re Not Married!
- 1952-1955 — «Я люблю Люси» / I Love Lucy
- 1982 — «Трон» / Tron
- 1980 — «Предостережение» / Without Warning
- 1986 — «Создавая женщину» / Designing Women